# Pála uralkodóinak listája
Az alábbi táblázat a középkori Indiában létező Pála Birodalom uralkodóit tartalmazza.
| Uralkodó                            | Uralkodott (különböző listák) | Uralkodott (különböző listák) | Uralkodott (különböző listák) | Megjegyzés |
| I. Gopála                           | 750–770                       | 750–770                       | 750–780                       |            |
| Dharmapála                          | 770–810                       | 770–810                       | 780–810                       |            |
| Dévapála                            | 810–847                       | 810–850                       | 810–850                       |            |
| Mahendrapála                        | ?                             | 850–854                       | 850–?                         |            |
| I. Sura Pála (=Rasz Pála, Rasz Pal) | 847–860                       | 854?                          | ?–861                         |            |
| I. Vigraha Pála                     | 860–861                       | 854–855                       | 861–866                       |            |
| Narajan Pála bengáli király         | 861–917                       | 851–908                       | 866–920                       |            |
| Radzsjapála                         | 917–952                       | 908–940                       | 920–952                       |            |
| II. Gopála                          | ?                             | 940–960                       | 952–969                       |            |
| II. Vigraha Pála                    | 952–972                       | 960–988                       | 969–995                       |            |
| I. Mahipála                         | 977–1027                      | 988–1038                      | 995–1043                      |            |
| Naja Pála                           | 1027–1043                     | 1038–1055                     | 1043–1058                     |            |
| III. Vigraha Pála                   | 1043–1070                     | 1055–1070                     | 1058–1075                     |            |
| II. Mahipála                        | 1070–1071                     | 1070–1075                     | 1075–1080                     |            |
| II. Sura Pála                       | 1071–1072                     | 1075–1077                     | 1080–1082                     |            |
| Rampála                             | 1072–1126                     | 1077–1130                     | 1082–1124                     |            |
| Kumar Pála                          | 1126–1128                     | 1130–1140                     | 1124–1129                     |            |
| III. Gopála                         | 1128–1143                     | 1140–1144                     | 1129–1143                     |            |
| Madan Pála                          | 1143–1161                     | 1144–1162                     | 1143–1162                     |            |
| Govinda Pála                        | 1162–1174                     | 1162–1174                     | 1162–1174                     |            |

## Fordítás
- Ez a szócikk részben vagy egészben  a   Pala Empire című angol Wikipédia-szócikk fordításán alapul.  Az eredeti cikk szerkesztőit annak laptörténete sorolja fel. Ez a jelzés csupán a megfogalmazás eredetét és a szerzői jogokat jelzi, nem szolgál a cikkben szereplő információk forrásmegjelöléseként.